# Kapecytabina
Kapecytabina (łac. capecitabinum) – organiczny związek chemiczny, lek cytostatyczny należący do grupy antymetabolitów będący prekursorem 5-fluorouracylu stosowany w chemioterapii nowotworów złośliwych, głównie w leczeniu raka jelita grubego, raka żołądka i raka piersi, a także raka trzustki, raka przełyku, raka szyjki macicy oraz nowotworów głowy i szyi.

## Mechanizm działania
Kapecytabina jest doustnym karbaminianem fluoropirymidyny, jest prolekiem ulegającym przekształceniu do 5-fluorouracylu. Kapecytabina w wątrobie za pomocą karboksylesteraz ulega przekształceniu do 5′-deoksy-5-fluorocytydyny. Następnie w wątrobie i komórkach nowotworowych, ulega przemianie do 5′-deoksy-5′-fluorourydyny przy pomocy dezaminazy cytydyny. Ostateczną przemianę do 5-fluorouracylu, która przebiega głównie w komórkach nowotworowych, katalizuje fosforylaza tymidynowa. Komórki nowotworowe zawierają większą ilość tego enzymu, dlatego proces jest najbardziej nasilony w ich obrębie. Opisane przemiany odpowiadają za wiele korzystnych dla chorego cech związanych z dystrybucją leku (doustna forma podania, brak podrażnień w przewodzie pokarmowym, wyższe stężenie czynnika aktywnego w obrębie nowotworu).
5-Fluorouracyl jest aktywowany przez przekształcenie do FdUMP i FUTP. FdUMP hamuje syntazę tymidylanową, co powoduje nagromadzenie 5′-monofosforanu 2′-deoksyurydyny (dUMP) i zubożenie puli monofosforanu tymidyny, która jest potrzebna do syntezy DNA i naprawy DNA. FdUTP również jest włączany do DNA, co zaburza jego syntezę oraz pełnione przez niego funkcje. Trzecim mechanizmem jest włączenie FUTP do RNA, co prowadzi do nieprawidłowej translacji.

## Zastosowanie
Kapecytabina jest zarejestrowana do leczenia:
- raka jelita grubego w leczeniu uzupełniającym po operacji w stadium III (stadium C Dukesa),
- raka jelita grubego z przerzutami,
- raka żołądka w stadium zaawansowanym w skojarzeniu ze schematami zawierającymi pochodne platyny,
- raka piersi w stadium zaawansowanym po niepowodzeniu chemioterapii zawierającej antracykliny,
- raka piersi w stadium zaawansowanym po niepowodzeniu leczeniem taksanami i schematami zawierającym antracykliny lub w przypadku przeciwwskazań do stosowania antracyklin.

Kapecytabinę wykorzystuje się również w leczeniu raka trzustki, raka szyjki macicy i nowotworach głowy i szyi.
Leczenie uzupełniające raka jelita grubego
W badaniu wieloośrodkowym wykazano, że u chorych w III stadium raka jelita grubego kapecytabina w monoterapii w leczeniu uzupełniającym prowadziła do lepszego przeżycia całkowitego niż 5-fluorouracyl i leukoworyna.
Inne wieloośrodkowe badanie potwierdza skuteczność połączenia kapecytabiny z oksaliplatyną w schemacie XELOX w leczeniu uzupełniającym chorych na raka jelita grubego. Wykazano, że program XELOX wykazał istotnie wyższe 3-letnie przeżycie wolne od choroby (DFS) i 5-letnie przeżycie całkowite (78% dla XELOX i 74 dla 5-fluorouracylu z leukoworyną).
Rak jelita grubego z przerzutami
Dwa wieloośrodkowe badania wykazały, że kapecytabina i 5-fluorouracyl z leukoworyną wykazują podobną skuteczność. Metaanaliza wykazała podobną medianę przeżycia całkowitego.
Wykazano skuteczność połączenia kapecytabiny z oksaliplatyną i połączenia kapecytabiny, oksaliplatyny i bewacyzumabu. W badaniu klinicznym chorzy losowo otrzymali chemioterapię w programie FOLFOX (5-fluorouracyl, leukoworyna, oksaliplatyna) lub XELOX (kapecytabina, oksaliplatyna) z lub bez bewacyzumabem. Wykazano, że czas przeżycia wolny od bez progresji choroby (PFS) schematu XELOX z kapecytabiną jest nie gorszy niż FOLFOX z 5-fluorouracylem. Obie grupy osiągnęły podobną medianę przeżycia całkowitego, wynoszącego odpowiednio 19,8 miesiąca dla XELOX i 19,6 miesiąca dla FOLFOX. Również czas przeżycia wolny od progresji choroby w leczeniu schematem XELOX z bewacyzumabem był podobny do FOLFOX z bewacizumabem.
Badanie CAIRO potwierdza skuteczność połączenia kapecytabiny i irynotekanu. Leczenie sekwencyjne, na które składało się kolejno kapecytabina, irynotekan i następnie skojarzenie kapecytabiny z oksaliplatyną, porównano z leczeniem skojarzonym za pomocą połączenia kapecytabiny i irynotekanu (XELERI), a następnie kapecytabiny w monoterapii. W pierwszym rzucie leczenia czas przeżycia wolny od progresji choroby w leczeniu kapecytabiną wynosił 5,8 miesiąca, a w połączenia kapecytabiny i irynotekanu (XELERI) 7,8 miesiąca.
Analiza porównawcza schematów FOLFIRI i XELERI wskazuje, że program FOLFIRI wykazuje dłuższy czas do progresji choroby niż program XELERI.
Wieloośrodkowe badania potwierdzają zasadność stosowania połączenia kapecytabiny, irynotekanu i bewacyzumabu.
Zaawansowany rak żołądka
Badanie REAL-2 wykazało, że kapecytabina w leczeniu zaawansowanego raka żołądka jest równie skuteczna jak 5-fluorouracyl. Również badanie ML17032 sugeruje podobną skuteczność kapecytabiny i fluorouracylu. W tym badaniu porównano skuteczność połączenia kapecytabiny i cisplatyny (XP) oraz kombinacji 5-fluorouracylu i cisplatyny (FP). U chorych leczonych schematem XP zaobserwowano lepsze przeżycie całkowite wynoszące 10,5 miesiąca, podczas gdy u leczonych schematem FP przeżycie całkowite wynosiło 9,3 miesiąca. W metaanalizie badań REAL-2 i ML17032 wykazano, że leczenie obejmujące kapecytabinę wywołuje lepsze przeżycie całkowite (OS) w porównaniu do 5-fluorouracylu.
Rak piersi
W wieloośrodkowym badaniu III fazy wykazano, że kapecytabina w połączeniu z docetakselem jest skuteczna w leczeniu chorych z lokalnie zaawansowanym lub przerzutowym rakiem piersi wcześniej leczonych chemioterapią, również chemioterapią z zastosowaniem antracyklin. Połączenie wywoływało lepszy czas do wystąpienia progresji i lepsze przeżycie całkowite niż docetaksel w monoterapii.

## Przeciwwskazania
Kapecytabina jest przeciwwskazana w sytuacji:
- w wywiadzie ciężkie i niespodziewane działania niepożądane fluoropirymidyn,
- nadwrażliwość na kapecytabinę,
- rozpoznany niedobór dehydrogenazy pirymidowej,
- ciąża i okres karmienia piersią,
- ciężka leukopenia, neutropenia lub trombocytopenia,
- ciężkie zaburzenie czynności wątroby,
- ciężkie zaburzenie czynności nerek (klirens kreatyniny <30 ml/min),
- jednoczesne stosowanie sorywudyny i jej analogów.

## Specjalne środki ostrożności
U niektórych chorych leczenie kapecytabiną wymaga ostrożności:
Biegunka
U chorych z ciężką biegunką obserwuje się, a w przypadku wystąpienia odwodnienia uzupełnia się płyny i elektrolity. W przypadku wystąpienia odwodnienia leczenie kapecytabiną nie jest kontynuowane do czasu uzupełnienia niedoboru płynów i elektrolitów.
Zespół dłoniowo-podeszwowy
W przypadku wystąpienia zespołu dłoniowo-podeszwowego stopnia I (rumień, bezbolesny obrzęk, mrowienie, zaburzenie czucia, drętwienie – objawy nie zaburzają codziennej aktywności chorego) leczenie może być kontynuowane. W przypadku wystąpienia zespołu dłoniowo-podeszwowego stopnia II (bolesny rumień i obrzęk – objawy nie zaburzają codziennej aktywności chorego) lub stopnia III (wilgotne łuszczenie, owrzodzenie, pęcherze, znacznie nasilony ból lub dyskomfort zaburzający codzienną aktywność) leczenie wstrzymuje się do czasu złagodzenia do stopnia I. Po wystąpieniu zespołu stopnia III dawka leku zostaje zmniejszona.
Kardiotoksyczność
Lek wiąże się z toksycznym wpływem na serce. U chorych ze stwierdzoną ciężką chorobą serca, arytmią i dławicą piersiową konieczne jest zachowanie ostrożności.
Hipokalcemia i hiperkalcemia
Lek może wywoływać hipokalcemię. Chorzy z uprzednio stwierdzoną hipokalcemią lub hiperkalcemią wymagają ostrożności.
Choroby układu nerwowego
U chorych z chorobami ośrodkowego lub obwodowego układu nerwowego należy zachować ostrożność podczas leczenia.
Leczenie pochodnymi kumaryny
Chorzy leczeni pochodnymi kumaryny (warfaryna, acenokumarol) wymagają ścisłego monitorowania INR lub czasu protrombinowego. Kapecytabina prawdopodobnie poprzez interakcję z izoenzymem 2C9 cytochromu P450 zwiększa biodostępność warfaryny.
Zaburzenia czynności nerek
U chorych z klirensem kreatyniny 30–60 ml/min częściej pojawiają się działania niepożądane stopnia 3 i 4.
Zaburzenia czynności wątroby
Leczenie kapecytabiną musi być przerwane gdy stężenie bilirubiny wzrośnie 3-krotnie powyżej górnej granicy normy lub stężenie AST albo ALT wzrośnie 2,5-krotnie powyżej górnej granicy normy. Leczenie kapecytabiną może być wznowione po spadku stężenia bilirubiny poniżej 3-krotnej górnej granicy normy i spadku stężenia AST/ALT poniżej 2,5-krotnej górnej granicy normy.

## Działania niepożądane
Do działań niepożądanych leku należy:
- bardzo często[a]: jadłowstręt, biegunka, nudności, wymioty, zapalenie jamy ustnej, ból brzucha, zespół dłoniowo-podeszwowy, zmęczenie, astenia.
- często[b]: zakażenia wirusem opryszczki, zapalenia nosogardła, zakażenie dolnych dróg oddechowych, neutropenia, niedokrwistość, odwodnienie, zmniejszenie łaknienia, zmniejszenie masy ciała, bezsenność, depresja, ból głowy, zawroty głowy, parestezje, zaburzenia smaku, zwiększone łzawienie, zapalenie spojówek, podrażnienie oka, zakrzepowe zapalenie żył, duszność, krwawienie z nosa, kaszel, wyciek z nosa, krwawienie z przewodu pokarmowego, ból w nadbrzuszu, dyspepsja, zaparcia, suchość błony śluzowej jamy ustnej, hiperbilirubinemia, nieprawidłowe wyniki testów wątrobowych, wysypka, utrata włosów, suchość skóry, świąd, przebarwienie skóry, zmiany w obrębie paznokci, ból kończyn, ból pleców, ból stawów, ból w klatce piersiowej, gorączka, obrzęk obwodowy, złe samopoczucie.
- niezbyt często[c]: sepsa, zakażenie dróg moczowych, zapalenie tkanki podskórnej, zapalenie migdałków, zapalenie gardła, kandydoza jamy ustnej, grypa, nieżyt żołądkowo-jelitowy, zakażenia grzybicze, ropień zęba, gorączka neutropeniczna, pancytopenia, granulocytopenia, małopłytkowość, leukopenia, niedokrwistość hemolityczna, zwiększenie wartości INR, hipertriglicerydemia, wydłużenie czasu protrombinowego, cukrzyca, hipokaliemia, zaburzenia łaknienia, niedożywienie, splątanie, napady paniki, nastrój przygnębienia, osłabienie libido, afazja, pogorszenie pamięci, ataksja, omdlenie, zaburzenia równowagi, zaburzenia czucia, neuropatia obwodowa, zmniejszenie ostrości widzenia, podwójne widzenie, zawroty głowy, ból uszu, niestabilna dławica piersiowa, dławica piersiowa, niedokrwienie mięśnia sercowego, migotanie przedsionków, zaburzenia rytmu serca, tachykardia, uczucie kołatania serca, zakrzepica żył głębokich, nadciśnienie tętnicze, niedociśnienie, uderzenia gorąca, uczucie zimna obwodowych części ciała, zatorowość płucna, odma opłucnowa, krwioplucie, astma oskrzelowa, duszność wysiłkowa, niedrożność jelit, wodobrzusze, zapalenie jelit, zapalenie błony śluzowej żołądka, zaburzenia połykania, bóle w podbrzuszu, zapalenie przełyku, uczucie dyskomfortu w brzuchu, refluks żołądkowo-przełykowy, zapalenie okrężnicy, obecność krwi w stolcu, żółtaczka, owrzodzenie skóry, punkcikowate wybroczyny, pęcherze, wysypka, pokrzywka, nadwrażliwość na światło, rumień dłoniowy, obrzęk twarzy, plamica, obrzęk stawów, ból kości, ból twarzy, sztywność mięśniowo-szkieletowa, osłabienie mięśni, wodonercze, nietrzymanie moczu, krwiomocz, oddawanie moczu w nocy, zwiększenie stężenia kreatyniny we krwi, krwawienie z dróg rodnych, obrzęki, dreszcze, objawy grypopodobne, sztywnienie mięśni, wzrost temperatury ciała.

## Właściwości farmakologiczne
Kapecytabina jest doustnym prolekiem ulegający przekształceniu do 5-fluorouracylu. Po podaniu doustnym lek wchłania się szybko i w znacznym stopniu. Przyjęcie pokarmu zmniejsza wchłanianie, jednak tylko w nieznacznym stopniu wpływa na biodostępność metabolitów kapecytabiny. Lek jest przekształcany do substancji aktywnej przede wszystkim w obrębie komórek nowotworowych ze względu na wyższą aktywność fosforylazy tymidynowej w ich obrębie. Lek jest w 95,5% wydalany z moczem i w niewielkich ilościach z kałem.